# 24 Horas de Le Mans

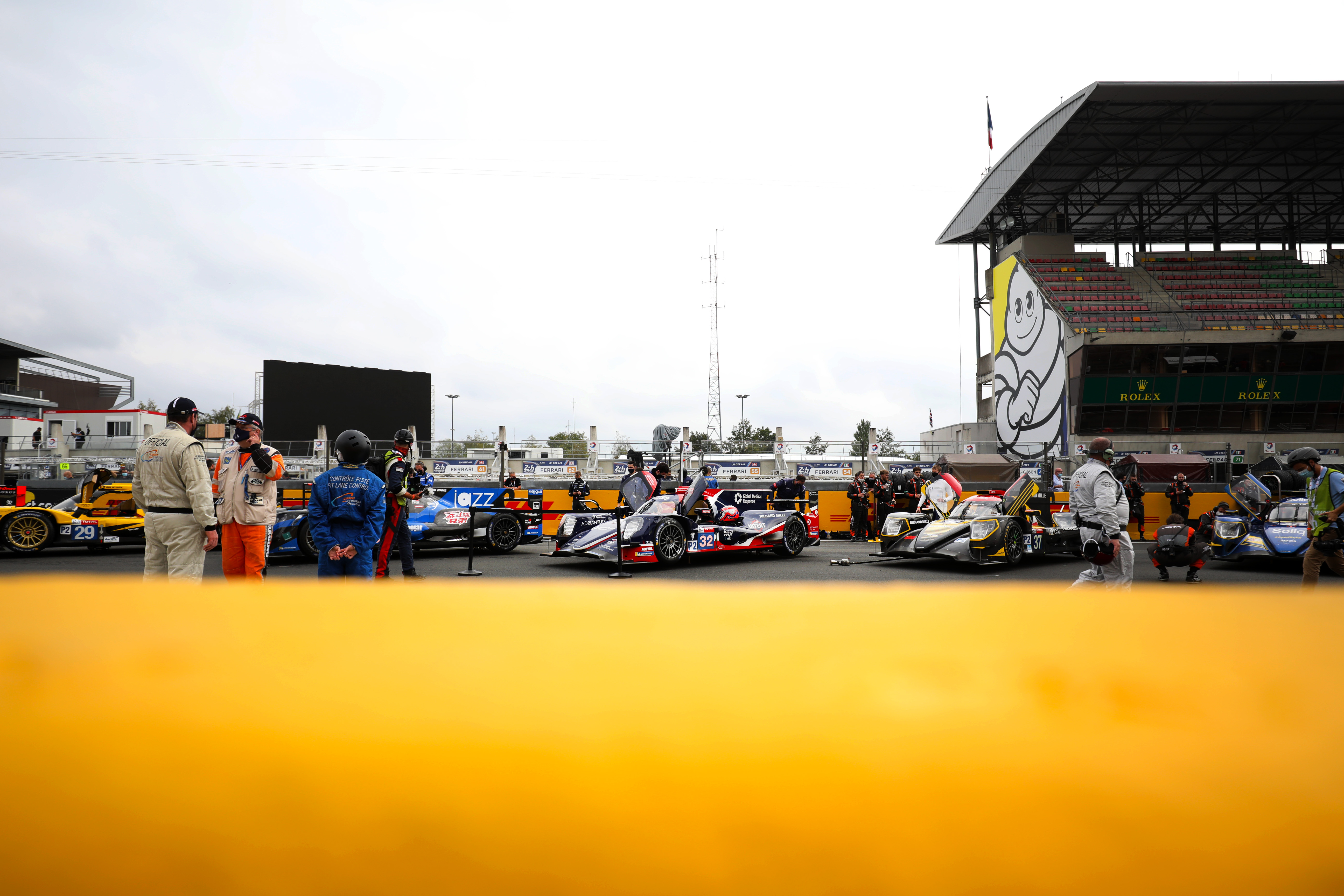
Parrilla de salida de las 24 Horas de Le Mans 2020.

Las 24 Horas de Le Mans (en francés: 24 Heures du Mans) es una carrera de resistencia que se corre anualmente en el mes de junio en el circuito de la Sarthe, cerca de Le Mans, Francia. Es organizada por el Automobile Club de l'Ouest (ACO). Ha sido puntuable para el Campeonato Mundial de Resistencia entre las décadas de 1950 y 1990 y nuevamente desde 2010.
Es la carrera de automovilismo de resistencia más prestigiosa del mundo, y reúne a pilotos y equipos de diferentes campeonatos nacionales e internacionales. No obstante, algunos obtienen su invitación según resultados en otras competiciones del ACO, como la American Le Mans Series, la European Le Mans Series, la Asian Le Mans Series y Petit Le Mans.

## Introducción
La primera carrera se disputó el 26 y 27 de mayo de 1923, y desde entonces se ha disputado anualmente en junio, con las excepciones de 1956, que se llevó a cabo en julio, y en 1968 y 2020, donde se pospusieron hasta septiembre, en el primer caso, fue debido a las huelgas del mayo francés y en el segundo caso, fue debido a la pandemia de COVID-19, respectivamente. La competición fue cancelada en 1936 por motivos económicos y entre 1940 y 1948 a causa de la Segunda Guerra Mundial.
La competición se realiza en un circuito de carreras semipermanente que, en su actual configuración, tiene una longitud de 13.626 metros. Utilizan en su mayoría secciones de carretera que permanecen abiertas al público el resto del año. A través de los años, se han ido construyendo varias secciones de propósitos específicos que han reemplazado secciones de carretera normal, destacando las curvas Porsche, que sustituye a la peligrosa sección Maison Blanche. El circuito permanente Bugatti provee las instalaciones de comienzo y final de carrera.
Normalmente, alrededor de 50 vehículos compiten simultáneamente en diferentes clases de sport prototipos y gran turismos. El vencedor es aquel vehículo que cubra la mayor distancia en 24 horas de carrera continuada. Esta regla, que parece obvia, hizo que en 1966 sucediera algo curioso. Al terminar la carrera, los tres Ford GT40 Mark II cruzaron la meta al mismo tiempo, pero el coche que había realizado peor tiempo durante los entrenamientos fue vencedor, ya que había comenzado en puestos más retrasados en la parrilla de salida, habiendo así recorrido más metros. Para poder clasificar al término de la prueba, hay que cruzar la línea de meta tras las 24 horas de carrera. Esto hace que, en ocasiones, vehículos dañados abandonen los boxes para dar una última vuelta al circuito, o incluso que se detengan cerca de la línea de meta y, una vez pasadas las 24 horas, vuelvan a ponerse en marcha para recorrer los pocos metros que falten (maniobra empleada en 2007 por el equipo Peugeot para lograr la llamada foto publicitaria cruzando la línea de meta a pocos metros del Audi, ganador de la carrera).
En los últimos años, cada coche lleva un equipo de tres pilotos. Antes de 1970 sólo se permitían dos pilotos por vehículo e incluso al principio sólo se permitía un único piloto. Hasta principios de los años 1980, la mayoría de equipos competían con dos pilotos. En 1950, Louis Rosier ganó la carrera junto a su hijo Jean-Louis Rosier, que condujo durante sólo dos vueltas. En 1952, el francés Pierre Levegh (quien moriría posteriormente en el desastre de Le Mans en 1955) compitió solo y estuvo cerca de ser el vencedor, pero un error durante la última hora le otorgó la victoria a un Mercedes-Benz 300 SL.
En la década de 1990, debido a la velocidad de los coches y la tensión a la que están sometidos los participantes, se añadieron normas adicionales para mejorar la seguridad del conductor: Los pilotos no pueden conducir más de cuatro horas consecutivas y ningún piloto podrá conducir más de catorce horas en total; reduciendo la fatiga del conductor durante las carreras.

## La carrera

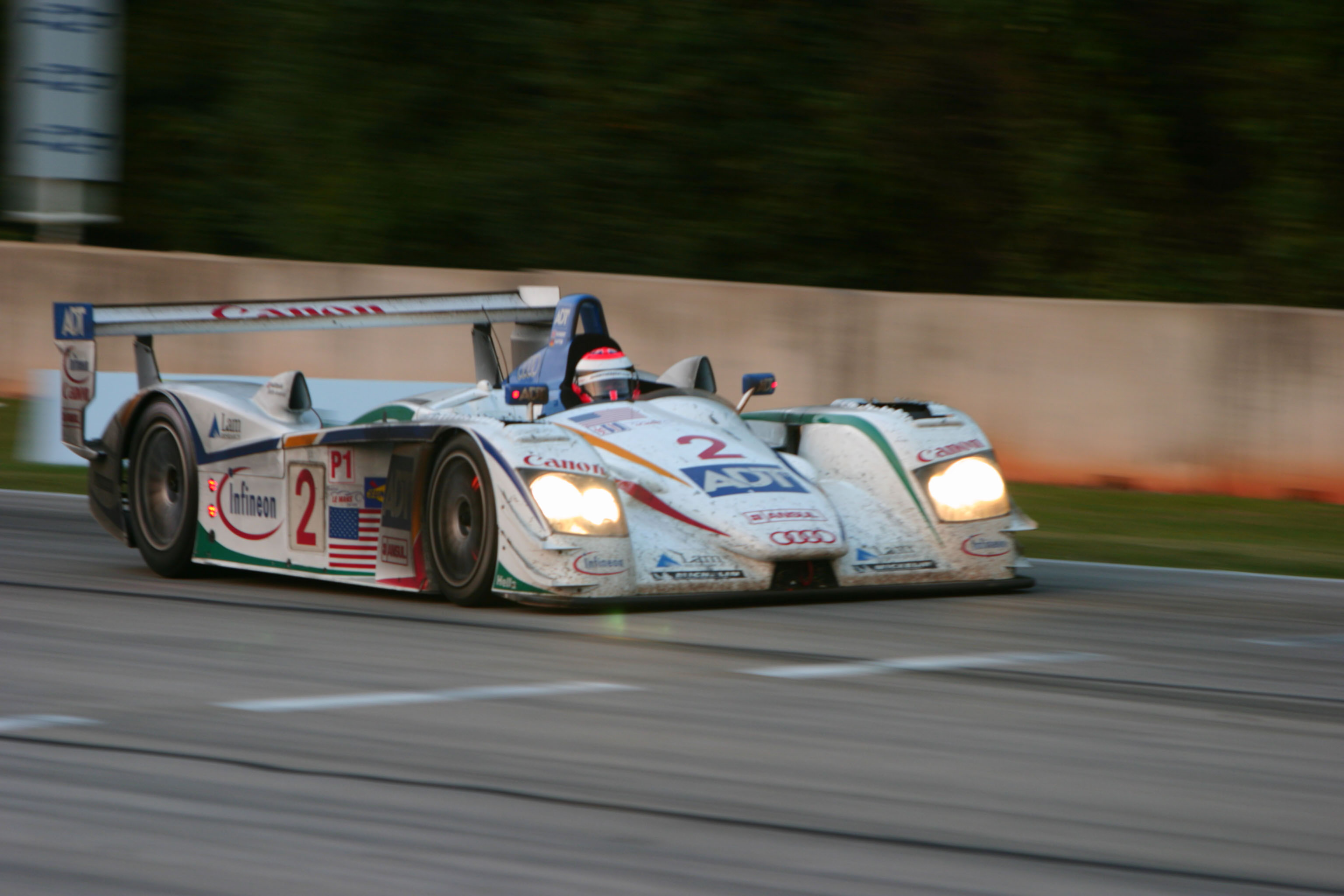
Audi R8 en Le Mans 2004, conducido por Johnny Herbert.

Tradicionalmente, la carrera comienza a las 16:00 de un sábado, si bien en 1968 comenzó a las 14:00 debido a que la carrera se disputó más tarde en el calendario, y en 1984 a las 15:00 debido a que coincidió con las elecciones generales francesas. En 2006, la A.C.O programó la salida para las 17:00 del sábado 17 de junio para favorecer la audiencia debido a la coincidencia con partidos de fútbol de la Copa del Mundo. En 2007 y 2008 la salida se realizó a las 15:00 del 16 y del 14 de junio respectivamente, al igual que el 12 de junio de 2010.
Las carreras solían comenzar con lo que se conoce como "salida Le Mans": los coches están alineados en un lado del circuito y los pilotos en el otro. Cuando la bandera francesa baja a la hora indicada, los pilotos corren a través de la pista hacia sus coches, montan y arrancan. Esto supuso un problema de seguridad tras la introducción de arneses y cinturones de seguridad en 1967, ya que éstos deben ser correctamente colocados, preferiblemente por mecánicos. En aquella época, los pilotos tomaban las primeras curvas con los cinturones sin asegurar, algo que hacían en alguna recta posterior.
En 1969, en su primera participación en las 24 horas de Le Mans, el joven belga Jacky Ickx protagonizó una demostración del riesgo de este sistema de inicio cuando, en lugar de salir corriendo a través de la pista, anduvo despacio, entró en el coche y, con tranquilidad, aseguró los cinturones de seguridad. El piloto John Woolfe falleció tras un accidente durante la primera vuelta de la competición. Ickx, a pesar de comenzar en última posición con un Ford GT40 desfasado, se las arregló para ganar la carrera en un apurado final por tan solo 120 metros de diferencia. Curiosamente, tras la victoria, en el trayecto hacia París, Ickx sufrió un accidente de coche del que salió ileso gracias al cinturón de seguridad.
Así, el estilo tradicional de partida fue suspendido parcialmente a partir de 1970. Los vehículos seguían situados al lado de la pista con los motores apagados, pero los pilotos ya estaban en su interior bien asegurados antes de la salida. De 1971 en adelante el comienzo de la carrera es mediante salida lanzada.
El sistema de salida de Le Mans es también la razón de por qué todos los Porsche de calle tienen los sistemas de arranque a la izquierda de la dirección, en lugar de a la derecha, lo más habitual. Es así porque de esta forma el piloto podía arrancar el coche con la mano izquierda mientras introducía la primera marcha con la mano derecha, acelerando el proceso de salida.

## El circuito

### La Sarthe

El Circuito de la Sarthe en su configuración actual.

El circuito de la Sarthe es una pista no permanente que utiliza carreteras locales que permanecen abiertas al tráfico el resto del año. Desde 1965, se agregó el circuito permanente Bugatti, añadiendo instalaciones para boxes y la primera curva, con el famoso puente Dunlop.
La pista ha sufrido muchas modificaciones con el transcurso de los años. Fue famosa por su larga recta, parte de la RN138, conocida localmente como Ligne Droite des Hunaudières de 5 km de longitud. El circuito, en su actual configuración, tiene 13.626 m de recorrido. Con el paso de los años, varias secciones expresamente construidas han reemplazado tramos de carretera, destacando en 1972 la adición de las curvas Porsche que sustituyeron al peligroso tramo entre edificios conocido como Maison Blanche.
Cerca del final de la recta había un badén, que hizo elevarse por los aires a un Mercedes-Benz CLR en 1999 durante el calentamiento. El mismo problema había ocurrido previamente. El badén fue reducido durante el invierno de 2000 en interés de la seguridad, y aunque se ha mantenido, es mucho más reducido que antaño.
En 1990 se introdujeron dos chicanes en la Recta Mulsanne para reducir las altas velocidades. Una nueva chicana se agregó en 2002, pasado el puente Dunlop.
Tal y como se encuentra, el circuito de la Sarthe es quizás el segundo circuito de carreras más largo existente en la actualidad, por detrás del circuito Nürburgring Nordschleife. Considerando que el "Infierno Verde" ya no es utilizado en competición, La Sarthe es el lugar con mayores tiempos de vuelta, incluso siendo una pista de alta velocidad. Los participantes en Le Mans comentan que hasta un 85% del tiempo (incluyendo paradas), el motor se encuentra al máximo de revoluciones, lo que se traduce en una gran carga de los diversos componentes del vehículo. Al mismo tiempo, se sufren frenadas desde más de 300 km/h a menos de 100 en ciertos tramos.

### Bugatti

El Circuito de Bugatti.

El circuito de Bugatti fue inaugurado en 1965, construido sobre el circuito de la Sarthe, constituye un importante escenario de carreras automovilísticas, motos e incluso de patinaje; alberga el campeonato mundial de velocidad en pista de la FIM que también incluye MotoGP desde 1966, hasta el accidente del piloto español Alberto Puig, cuando se suspendió el GP de Francia de 1996, y no retornó hasta el año 2000 celebrándose de nuevo el GP de Francia, continuando actualmente; además se realizan las 24 horas en moto y de patinaje, así como pruebas del DTM, GP2, campeonatos de turismos y competiciones locales, lo que la convierte en una de las pistas más activas de Europa.
El circuito tiene una extensión de 4430 m con 13 curvas (Curvas a derecha:8, Curvas a izquierda:5). La chicana del puente Dunlop es extremadamente lenta donde muchas de sus curvas se toman en primera velocidad además del diseño trabado de la misma dado su estrechez hace que se deba tener cuidado de no hacer una aceleración brusca.

## Diseño de automóviles
A diferencia de lo que es normal en muchas otras carreras, en las que la velocidad en las curvas es más importante que la velocidad punta, éste es un parámetro crítico en Le Mans de cara a la competitividad. Esto condujo a diseños especiales de chasis. Del mismo modo las grandes frenadas también contribuyeron al avance de la tecnología de frenos; en 1953, el Jaguar XK 120 o C-Type y su sucesor el D-type, fueron los primeros coches que utilizaron frenos de disco.
La excepcional recta del circuito hizo que los coches alcanzaran grandes velocidades. En 1971, un Porsche 917 LH fue cronometrado a 386 km/h.
Durante los años 1970, las velocidades punta se redujeron al introducirse nuevas regulaciones que obligaron a la reducción del tamaño y potencia de los motores. Esto hizo que los ingenieros se centraran en la evolución aerodinámica, lo que derivó en un nuevo aumento de la velocidad de los vehículos.
Las altas velocidades a las que se circula por la recta Mulsanne requieren también una intensa iluminación en la parte nocturna de la prueba. Esto llevó a Porsche y Ford al empleo de nuevos faros de halógeno por primera vez en Le Mans en 1974.
A finales de los años 1980, los coches más rápidos volvieron a alcanzar velocidades impresionantes. En 1988, el Peugeot WM P87 conducido por Roger Dorchy alcanzó los 405 km/h en carrera. Este resultado no está considerado, por lo general, significativo, pues el coche estaba especialmente configurado para alcanzar grandes velocidades y el motor no aguantó demasiadas vueltas. Pero al año siguiente, un Sauber Mercedes C9 superó los 400 km/h, esta vez sin ninguna configuración especial, y el A.C.O. consideró que era momento de incrementar la seguridad de nuevo. Por ello, se añadieron dos nuevas chicanas en el circuito para reducir las velocidades punta.

## Historia

### Propósito
En una era de carreras de Gran Premio, estas eran la forma predominante del automovilismo en toda Europa, Le Mans fue diseñada para presentar una prueba diferente. En lugar de centrarse en la capacidad de una empresa de coches para construir las máquinas más veloces, las 24 Horas de Le Mans se concentraría en la capacidad de los fabricantes para construir coches deportivos y a su vez fiables. Esta innovación alentó a la producción de vehículos fiables y de eficiente consumo de combustible, debido a la naturaleza de las carreras de resistencia, las cuales requieren de coches que resistan largas distancias y empleen el menor tiempo posible en boxes.
Al mismo tiempo, debido a la configuración de la pista de Le Mans, una necesidad se ha creado para que los coches tengan mejor aerodinámica y estabilidad a altas velocidades. Mientras que esto fue compartido con el automovilismo de Gran Premio unas pocas pistas en Europa tenían rectas de una longitud comparable a la Mulsanne. El hecho de que el camino sea público impide que se mantenga la misma calidad que algunos circuitos permanentes, por esto se esfuerzan en repararla por partes, poniendo mayor énfasis en la fiabilidad.
La demanda de una economía de combustible creada por la crisis del petróleo en la década de 1970, llevó a los organizadores de la carrera a adoptar una fórmula de ahorro de combustible conocida como el Grupo C, en la que se limita a cada coche la cantidad usada por carrera. Si bien el Grupo C fue abandonado cuando los equipos eran capaces de dominar la fórmula de combustible, el ahorro de combustible seguía siendo importante para algunos equipos como fuentes alternativas de combustible aparecidas a principios del siglo XXI, en un intento de superar el tiempo invertido durante las paradas en boxes. Estas innovaciones tecnológicas han tenido un efecto de filtración, con tecnología usada en Le Mans encontrando su camino en la producción de automóviles varios años más tarde.

### Inicios

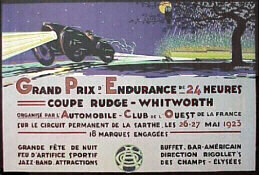
Póster de las 24 Horas de Le Mans 1923.

Las 24 Horas de Le Mans se corrieron por primera vez el 26 y 27 de mayo de 1923, a través de las rutas públicas cerca de Le Mans. Originalmente planeado para ser un evento de tres años, recibió la Rudge Whitworth Trienal Cup, con un ganador siendo declarado por el coche que recorra la mayor distancia a lo largo de tres carreras consecutivas de 24 horas, sin embargo, esta idea fue desechada en 1928 y los ganadores fueron declarados para cada año en función de quien cubrió la mayor distancia por el tiempo de 24 horas. Las primeras carreras fueron dominadas por pilotos, equipos y vehículos franceses, británicos e italianos, con Bugatti, Bentley y Alfa Romeo siendo las marcas dominantes. A finales de 1930 comenzaron a aparecer en la pista las primeras innovaciones en el diseño de los coches, con Bugatti y Alfa Romeo compitiendo con una carrocería altamente aerodinámica con el fin de correr por la recta Mulsanne a mayores velocidades. En 1936 la carrera fue cancelada debido a huelgas generales en Francia, luego, con el estallido de la Segunda Guerra Mundial a finales de 1939, la carrera estuvo en pausa durante diez años.

### 1949-1969
Tras la reconstrucción de las instalaciones del circuito, la carrera se reanudó en 1949 con un renovado interés de los fabricantes de automóviles más importantes. Después de la creación del Campeonato Mundial de Resistencia en 1953, del que Le Mans fue parte, Ferrari, Aston Martin, Mercedes-Benz, Jaguar y muchos otros comenzaron a enviar varios vehículos respaldados por sus respectivas fábricas muy espectacular puesto que fue para competir por la victoria global en contra de sus competidores. La competencia resultó en varias ocasiones en tragedia, como en un accidente durante la carrera de 1955 en la que el Mercedes de Pierre Levegh se estrelló contra una multitud de espectadores, matando a más de 80 personas. El incidente llevó a la introducción generalizada de medidas de seguridad, no solo en el circuito, sino también en otros lugares del mundo del automovilismo. Sin embargo, a pesar de que las normas de seguridad mejoraron, al igual que la velocidad de los coches, el cambio de coches de dos plazas de cabina abierta al cupé con cabina cerrada, resultó en velocidades de más de 320 km/h en la recta Mulsanne. Los coches de carreras de la época estaban en su mayoría basados en coches de carretera de producción, pero a finales de la década de 1960, Ford entró en escena con sus GT40, obteniendo cuatro victorias consecutivas antes de que la era de victorias de coches de producción llegara a su fin.

### 1970-1980
Para la nueva década, la carrera dio un giro hacia mayores velocidades extremas y diseños de automóviles. Estas velocidades extremas llevaron a la sustitución de la clásica largada de Le Mans con una salida Indianápolis. Aunque los coches de producción en serie todavía corren, ahora compiten en clases más bajas mientras que los deportivos construidos específicamente, los prototipos, se convirtieron en la norma. Los Porsche 917, 935, y 936 fueron dominantes a lo largo de la década, pero el resurgimiento de los fabricantes franceses Matra-Simca y Renault vieron las primeras victorias para la nación desde la carrera de 1950. Esta década es también recordada por grandes actuaciones de muchos constructores de corsario, con dos victorias logradas por un solo corsario. El Mirage de John Wyer ganó en 1975 mientras que el chasis auto-titulado de Jean Rondeau se llevó la edición de 1980.

### 1981-1993

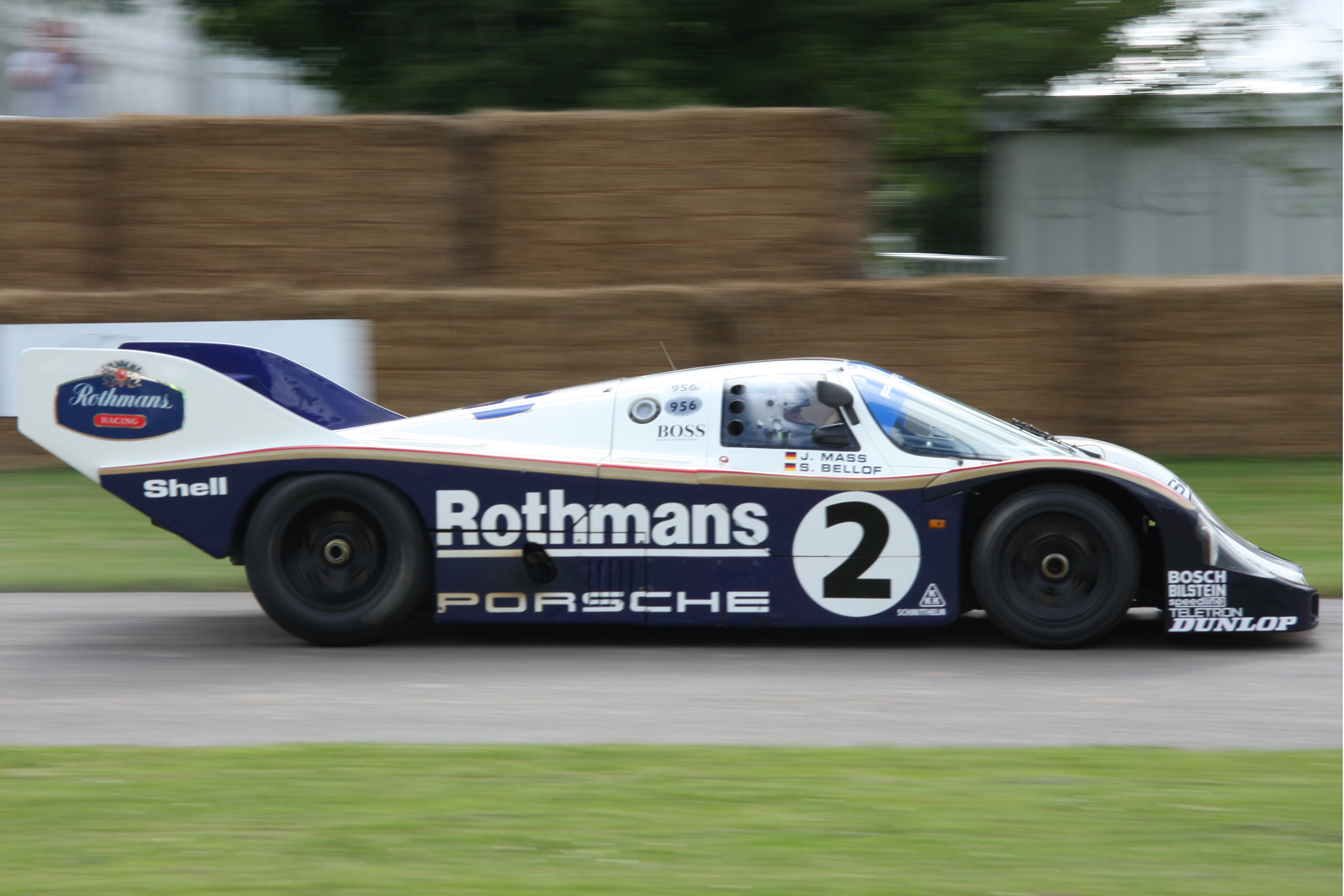
Porsche 956 de inicios de los 80.

El resto de la década de 1980 fue conocido por el dominio de Porsche bajo la nueva fórmula del automóvil de competición del Grupo C que fomentaba la eficiencia del combustible. Originalmente con el eficaz 956, más tarde fue reemplazado por el 962. Ambos chasis eran lo suficientemente económicos como para que los corsarios los compraran en masa, lo que permitió que los dos modelos ganaran seis años consecutivos. Jaguar y Mercedes-Benz regresaron a las carreras de autos deportivos, con Jaguar siendo el primero en romper el dominio de Porsche con victorias en 1988 y 1990 (con el XJR-9 y el Jaguar XJR-12 respectivamente). Mercedes-Benz ganó en 1989, con lo que se consideraba la última encarnación del elegante "Silver Arrows", el Sauber C9, mientras que una afluencia de interés del fabricante japonés vio prototipos de Nissan y Toyota. En 1988 también, un W.M. Peugeot estableció un nuevo récord de velocidad a 405 km/h (252 mph) en la Ligne Droite des Hunaudières, famosa por su recta de 6 km (3,7 millas). Mazda sería el único fabricante japonés en tener éxito, con su único 787B con motor rotativo ganador en 1991.
En 1992 y 1993, Peugeot dominó la carrera con su Peugeot 905 ya que la fórmula del Grupo C y el Campeonato Mundial de SportsCars se estaban desvaneciendo en la participación.
El circuito también sufriría uno de sus cambios más notables en 1990, cuando la Mulsanne de 5 km de longitud fue modificada para incluir dos chicanes con el fin de detener el alcance de velocidades de más de 400 km/h (249 mph). Esto comenzó una tendencia por parte del ACO de intentar desacelerar los autos en varias partes de la pista; aunque las velocidades sobre 320 km/h (199 mph) todavía se alcanzan regularmente en varios puntos en una vuelta.

### 1994-1999
Tras la desaparición del Campeonato Mundial de Sport Prototipos, Le Mans vio un resurgimiento de los automóviles de gran turismo de producción. Gracias a una laguna en las reglas, Porsche logró convencer al ACO de que un supercoche Dauer 962 Le Mans era un auto de producción, lo que le permitió a Porsche competir con su Porsche 962 por una última vez, dominando el campo. Aunque el ACO intentó cerrar el agujero del circuito en 1995, el recién llegado McLaren ganaría la carrera en la primera aparición de su superdeportivo gracias a la fiabilidad del F1 GTR con motor BMW V12, superando a los prototipos más propensos a problemas. La tendencia continuaría durante la década de 1990 cuando se construyeron más supercars exóticos para eludir las reglas de la ACO con respecto a los autos de carrera basados en la producción, llevando a Porsche, Mercedes-Benz, Toyota, Nissan, Panoz y Lotus a las categorías de GT. Esto culminó en el evento de 1999, en el que estos autos GT se enfrentaron con los prototipos de Le Mans de BMW, Audi y Ferrari. BMW sobreviviría con la victoria, su primera y única victoria general de Le Mans hasta la fecha, mientras que Mercedes dejó las carreras de autos deportivos indefinidamente después de dos accidentes catastróficos aunque no mortales derivados de graves fallas aerodinámicas con su CLR.
Esta fuerte influencia del fabricante llevó al ACO a prestar el nombre de Le Mans a una serie de autos deportivos en los Estados Unidos en 1999, conocida como American Le Mans Series, que funcionó hasta el final de la temporada 2013 luego de la cual se fusionó con Grand-Am. para formar el Campeonato United SportsCar.

### 2000-2005

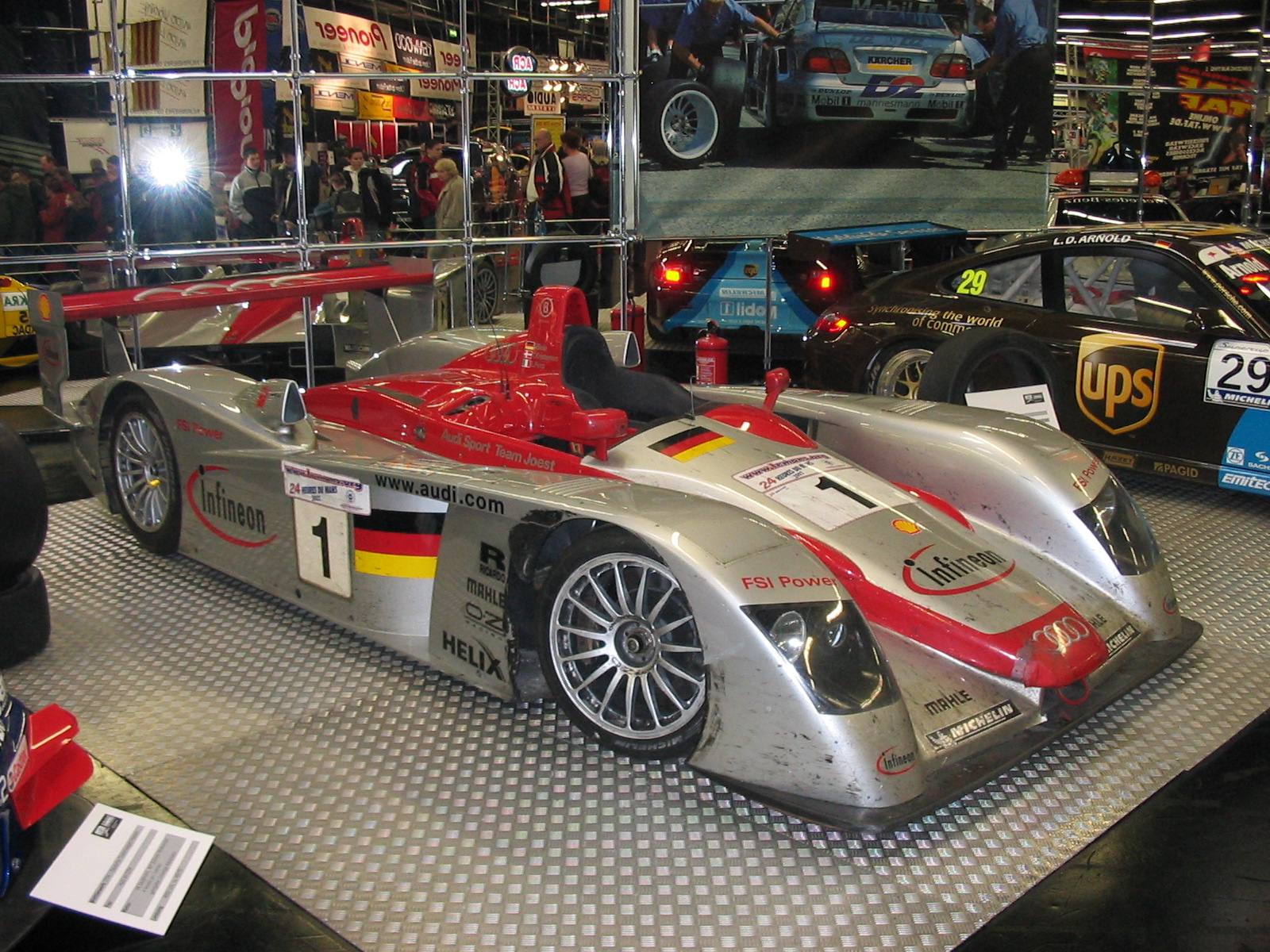
Audi R8 LMP, dominador en inicios de los 2000.

Muchos grandes fabricantes de automóviles se retiraron de las carreras de autos deportivos después de 1999 debido al alto costo. Solo Cadillac y Audi permanecieron, y Audi dominaba fácilmente con el R8. Cadillac se retiró tres años más tarde, y los intentos de Panoz, Chrysler y MG para vencer a Audi se quedaron cortos. Después de tres victorias seguidas, Audi proporcionó el motor, el personal del equipo y los conductores a Bentley, un socio corporativo, que había regresado en 2001, y en 2003 la fábrica Bentley Speed 8s venció al corsario Audis. El Chevrolet Corvette Racing Team y su C5-R ganaron varias veces en la clase GTS, terminando primero y segundo en 2001, 2002 y 2004. Terminaron segundo y tercero en 2003.

### Desde 2006
A finales de 2005, después de cinco victorias generales para el R8 y seis de su motor turbo V8, Audi asumió un nuevo desafío al presentar un prototipo con motor diésel conocido como R10 TDI. Aunque no es el primer diésel en competir, fue el primero en ganar en Le Mans. En esta época se utilizaron otras fuentes alternativas de combustible, incluido el bioetanol, mientras que Peugeot decidió seguir el ejemplo de Audi y también perseguir una entrada de diésel en 2007 con su 908 HDi FAP.
En la carrera de 2008 entre el Audi R10 TDI y el Peugeot 908 HDi FAP, el Audi ganó por un margen de menos de 10 minutos. Para las 24 Horas de Le Mans de 2009, Peugeot introdujo un nuevo sistema de recuperación de energía similar al KERS utilizado en la Fórmula 1. Aston Martin entró en la categoría LMP1, pero aún corrió en GT1 con equipos privados. Audi regresó con el nuevo R15 TDI, pero Peugeot se impuso en su primera victoria general desde 1993.
La carrera de 2010 reafirmó la carrera como una prueba de resistencia y fiabilidad. Al ajustar sus autos y motores para cumplir con las regulaciones de 2010, Peugeot eligió la velocidad general mientras que Audi eligió la confiabilidad. Al final de la carrera, los cuatro Peugeot se habían retirado, tres debido a una falla en el motor, mientras que Audi terminó 1-2-3.
Las carreras de 2011 y 2012 estuvieron marcadas por una serie de accidentes. En 2011, en la primera hora, el Audi conducido por Allan McNish se estrelló fuertemente, cayendo rodando en la pared de un neumático poco después del puente Dunlop. Por la noche, el Audi ganador de la carrera que defiende conducido por Mike Rockenfeller se estrelló de manera similar entre las esquinas de Mulsanne e Indianápolis. Ninguno de los conductores resultó herido, ni hubo espectadores. La tercera entrada de Audi conducida por Marcel Fässler, André Lotterer y Benoît Tréluyer ganó la carrera. La carrera de 2012 vio a dos Toyotas reemplazar a Peugeot, que se había retirado antes, pero uno de ellos volcó en Mulsanne Corner. El conductor Anthony Davidson sufrió dos vértebras rotas pero pudo salir del automóvil él mismo. El otro Toyota se retiró con dificultades mecánicas poco después del atardecer, lo que le dio a Audi otra victoria.
En 2011, la carrera se convirtió en la primera ronda de la Copa Intercontinental de Le Mans, un intento de volver a hacer un campeonato mundial de carreras de resistencia. En 2012, la carrera se convirtió en la pieza central del Campeonato Mundial de resistencia FIA, el sucesor del ILMC. El evento de 2012 fue la primera vez que se ganó la carrera con un vehículo eléctrico híbrido, el Audi R18 e-tron quattro.

### 2014-2020

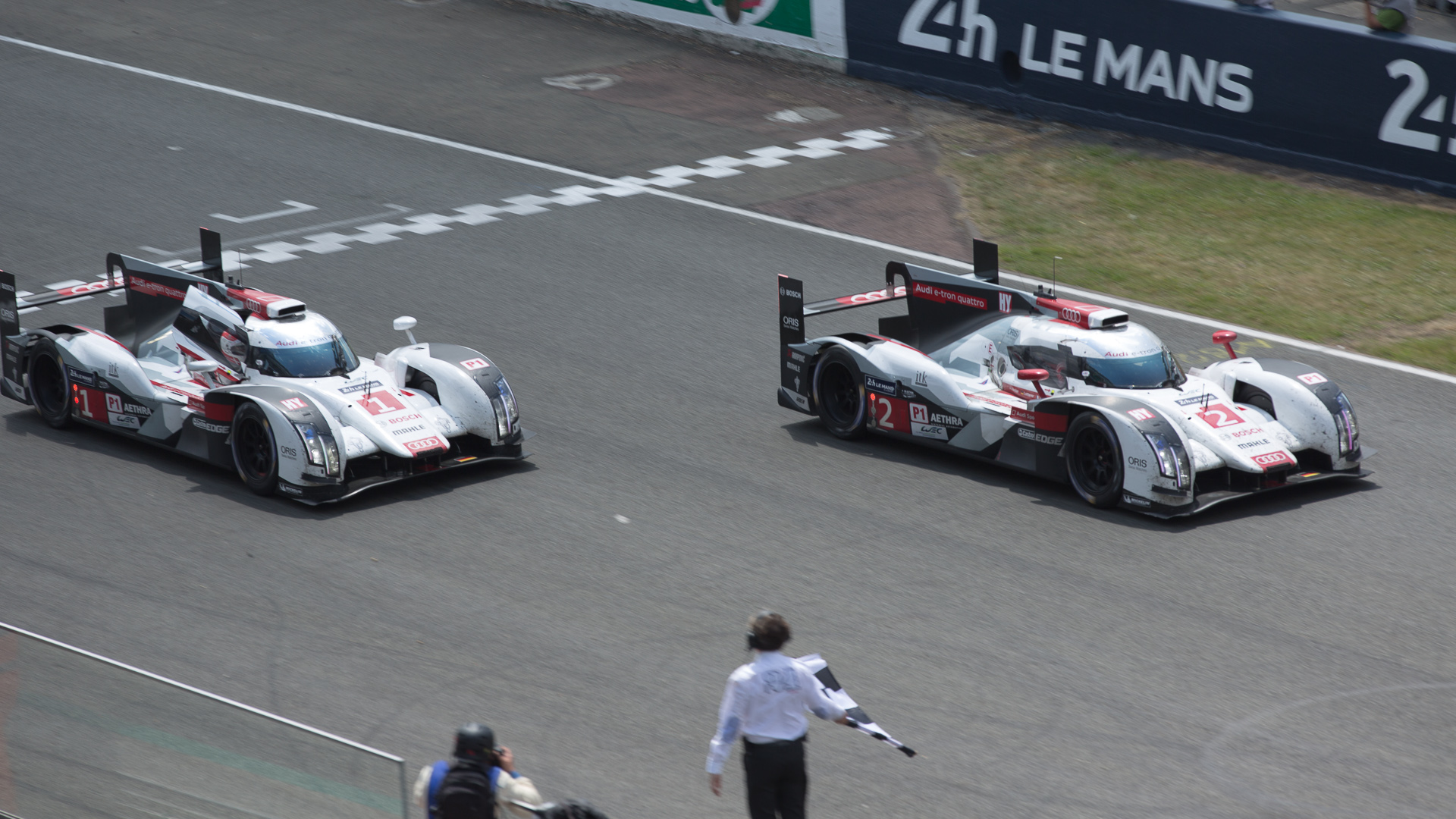
Final de la edición 2014.

En 2014 se cambiaron las regulaciones, en particular con el requisito de que todos los autos LMP1 deben tener cabina cerrada, algunos cambios en el sistema híbrido y la introducción del sistema de zona lenta.
Porsche regresó a Le Mans en 2014 con un nuevo programa LMP1 de fábrica, y Nissan volvió a ejecutar un programa LMP1 en 2015. Audi se retiró de las carreras en las 24 Horas de Le Mans en 2016 y Nissan después de un solo intento en 2015.
Porsche ganó la carrera en 2015, 2016 y 2017 con su Porsche 919 Hybrid y sigue siendo el fabricante más exitoso en Le Mans, con 19 victorias generales, incluidas siete consecutivas entre 1981 y 1987.
En 2017, se realizaron cambios en las normas LMP2 sobre cabina y chasis, lo que significa que todos los prototipos de automóviles deben tener cabina cerrada.
En 2018, Toyota ganó su primera Le Mans con Fernando Alonso, Sébastien Buemi y Kazuki Nakajima al volante. Toyota volvió a ganar la carrera en 2019, 2020, 2021 y 2022.
En 2020 la carrera fue celebrada a puerta cerrada por primera vez debido a la pandemia de COVID-19.

### 2021-actualidad
En 2021, se introdujo la clase Hypercar, una clase que permite la participación de los Le Mans Hypercars a partir de 2023, también de los LMDh. En 2021, la carrera se pospuso una vez más, esta vez para agosto. Para 2021 y 2022, los automóviles LMP1 no híbridos podían participar como automóviles LMP1 "exentos", aunque solo Alpine haría uso de esto.
En 2020, 2021 y 2022 ganó Toyota, mientras que en 2023 ganó Ferrari después de 50 años sin participar en Le Mans y 58 sin ganar.

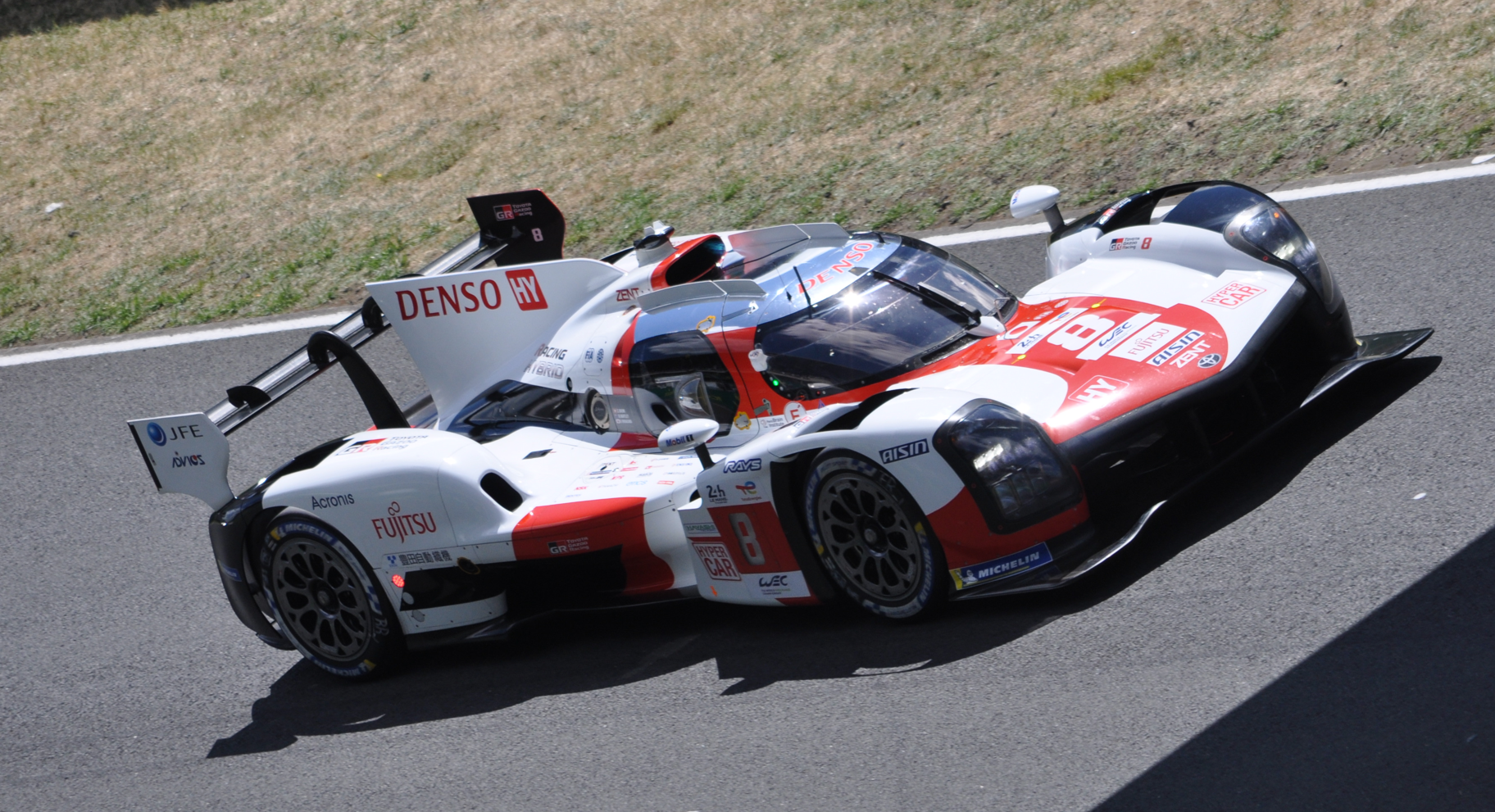
Toyota GR010

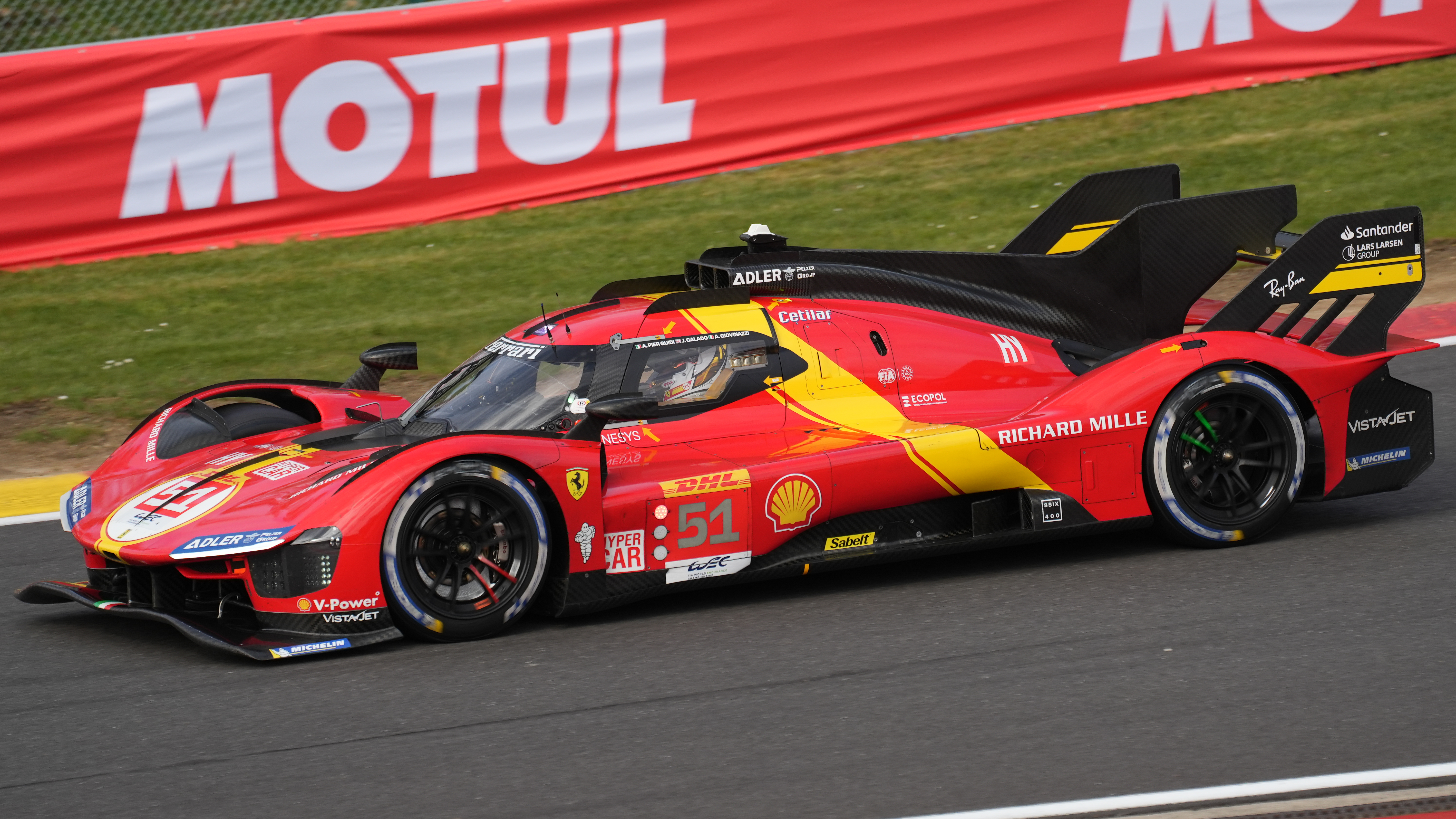
Ferrari 499p

 Otras entradas en la clase de hipercoches fueron Toyota y el equipo privado Glickenhaus. Las nuevas regulaciones de Hypercar permitieron a los fabricantes más libertad con el diseño, lo que llevó a automóviles como el Peugeot 9X8 sin alas que ingresó en 2023. Las regulaciones LMP2 se extendieron hasta 2024 con los automóviles LMP2 de próxima generación, que también se utilizan como chasis para el LMDh.
En 2024, entraron Lamborghini, BMW e Isotta Fraschini sumando así unos 23 coches en la categoría Hypercar. En 2025 entra Aston Martin aunque Isotta Fraschini y Lamborghini no participaron, sumando un total de 21 Hypercar.

## Accidentes
Le Mans es también conocida por el peor accidente en la historia del automovilismo, el llamado desastre de Le Mans en 1955, en el cual murieron alrededor de 80 personas. Tan desgraciado suceso tuvo como consecuencia la suspensión de un gran número de carreras en 1955, incluyendo los grandes premios de Alemania y Suiza.
Al finalizar la temporada, tras ganar los campeonatos mundiales de Fórmula 1 y Coches de competición, Mercedes se retiró del mundo de la competición como fabricante de motores, y no regresó hasta 1987. La hoy Mercedes-Benz, propietaria de la marca Mercedes, aún se sensibiliza con el incidente, volviendo a tentar el retiro de la competición, en 1988 cuando un Sauber-Mercedes sufrió un choque a alta velocidad por fallos en los neumáticos, y en 1999 después de que dos prototipos CLR se elevaran por los aires y dieran varias vueltas de campana en Le Mans.
Accidentes similares involucrando un Porsche 911 GT1 y un BMW V12 LMR ocurrieron en Road Atlanta durante la disputa de las competiciones franquiciadas Petit Le Mans de 1998 y 2000, respectivamente.
En 1972 Jo Bonnier falleció cuando colisionó con un Ferrari Daytona. Vic Elford asegura que la última vez que vio el auto de Jo, "estaba girando en el aire como un helicóptero". También dijo: "el auto de Jo no tenía salvación, pero podía ver al Ferrari ardiendo furiosamente, abrí la puerta para ayudar al conductor, para mi completa sorpresa, no había nadie adentro, luego di la vuelta y vi al conductor del Ferrari del otro lado de la pista".
El 22 de junio de 2013, el piloto danés, Allan Simonsen falleció como consecuencia de las heridas causadas en los primeros minutos de la competición. El accidente que protagonizó le hizo salir de la pista e impactar contra las barreras de protección. Por ello, para 2014, se colocaron neumáticos en Tetre Rouge (curva donde se produjo el accidente) en vez del guardarraíl que tenía anteriormente.

## Pilotos y marcas famosas

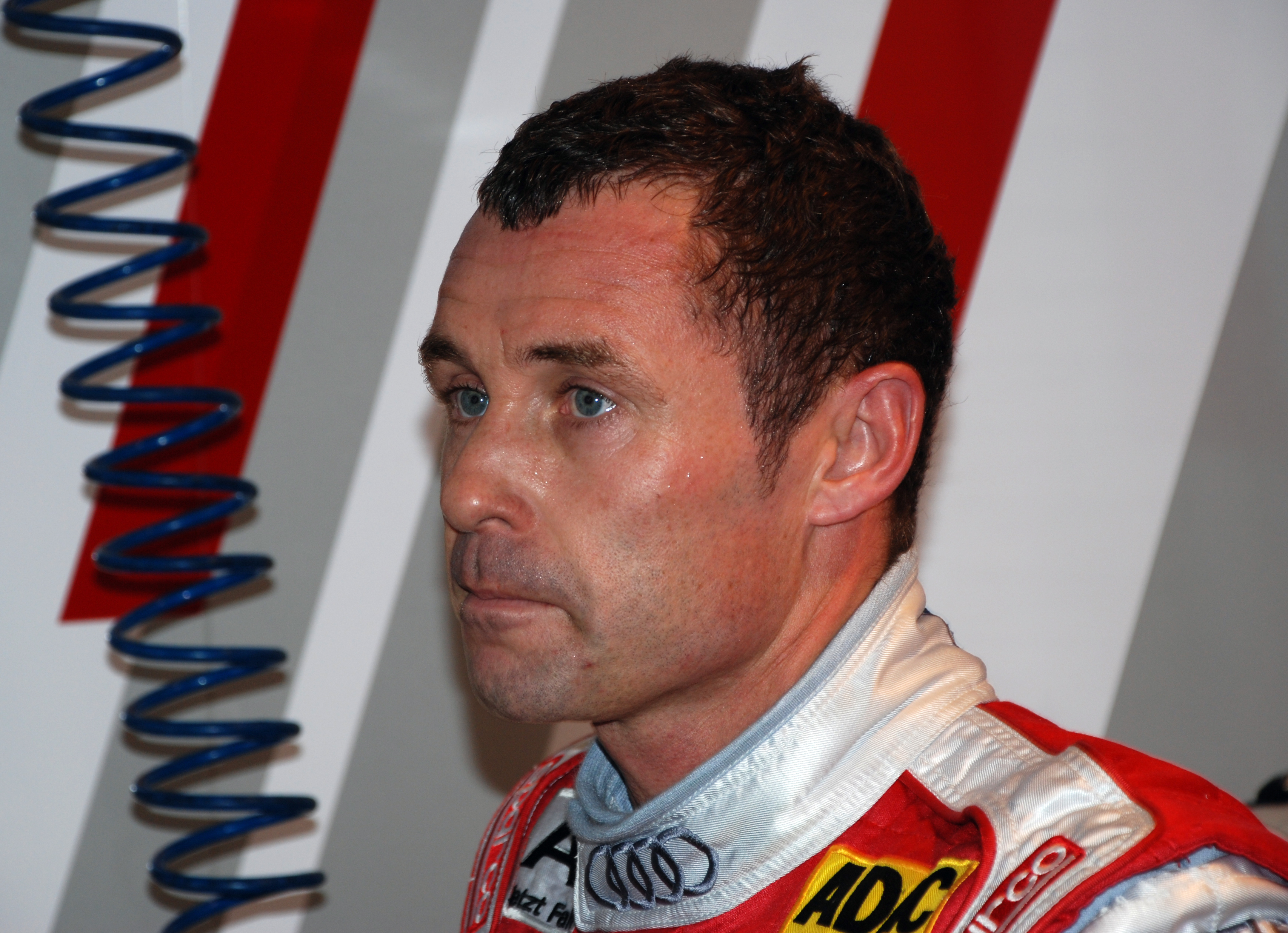
Con nueve victorias, Tom Kristensen es el piloto más laureado de la prueba.

La marca de automóviles Porsche acumula un total de 19 victorias absolutas, seguida por Audi con 13 y Ferrari con 12. Los primeros años fueron dominados por Bentley y Alfa Romeo, con cuatro triunfos consecutivos entre 1927 y 1930 y de 1931 a 1934, respectivamente. Los años 1950 fueron de gran éxito para Jaguar con sus modelos C y D, ganando las ediciones de 1951, 1953, 1955, 1956 y 1957, año este último en el que los Jaguar D coparon las cuatro primeras posiciones de la clasificación. Ferrari triunfó seis veces seguidas desde 1960 hasta 1965. En un duelo personal entre los propietarios de ambas compañías, Ford ganó la carrera entre 1966 y 1969 con el modelo GT40, construido expresamente para derrotar a Ferrari, después de que su fundador, Enzo Ferrari se echara atrás en un acuerdo de vender su compañía a Ford.
El cambio de siglo vio la llegada de una nueva potencia, el Grupo Volkswagen con los modelos Audi R8 LMP (con triunfos en 2000, 2001, 2002, 2004 y 2005), Bentley Speed 8 (2003; con la carrocería al estilo Bentley pero con mecánica y tecnología derivada del Audi R8), Audi R10 TDI (2006, 2007 y 2008; primera vez en ganar un automóvil con motor Diesel), Audi R15 TDI (2010) y Audi R18 (2011, 2012, 2013 y 2014).
La primera compañía japonesa en ganar la prueba fue Mazda, que lo hizo en 1991 con el prototipo de motor rotativo (motor Wankel) 787B. Toyota casi venció en 1999, pero problemas mecánicos en la última hora le relegaron a la segunda plaza. En 2016 también tuvo problemas mecánicos, pero estos en la última vuelta, tenía una ventaja de 1 minuto y 30 segundos sobre el Porsche 919 Hybrid, cuando se le paró el motor. En el 2018 Toyota toma revancha y gana por primera vez tras 19 intentos fallidos.
Graham Hill es el único piloto en contar en su palmarés con las 24 Horas de Le Mans, las 500 Millas de Indianápolis y el Gran Premio de Mónaco de Fórmula 1, consideradas como las más importantes carreras de automovilismo a nivel mundial, hito denominado Triple Corona.
En 2005, Tom Kristensen impuso el récord de siete victorias absoluto (seis de ellas consecutivas —también récord absoluto—), destronando a Jacky Ickx, quien posee un total de seis triunfos. El danés luego extendió dicho récord a nueve.

## Ganadores
| Año       | Pilotos                                                                | Pilotos                                                                | Pilotos                                                                | Automóvil                                                              |                                                                        |
| --------- | ---------------------------------------------------------------------- | ---------------------------------------------------------------------- | ---------------------------------------------------------------------- | ---------------------------------------------------------------------- | ---------------------------------------------------------------------- |
| 1923      | André Lagache                                                          | René Leonard                                                           | René Leonard                                                           | Chenard-Walcker                                                        |                                                                        |
| 1924      | John Duff                                                              | Frank Clement                                                          | Frank Clement                                                          | Bentley 3 Litros                                                       |                                                                        |
| 1925      | Gérard de Courcelles                                                   | André Rossignol                                                        | André Rossignol                                                        | Lorraine-Dietrich B3-6 Sport                                           |                                                                        |
| 1926      | Robert Bloch                                                           | André Rossignol                                                        | André Rossignol                                                        | Lorraine-Dietrich B3-6 Le Mans                                         |                                                                        |
| 1927      | John Benjafield                                                        | Sammy Davis                                                            | Sammy Davis                                                            | Bentley 3 Litros                                                       |                                                                        |
| 1928      | Woolf Barnato                                                          | Bernard Rubin                                                          | Bernard Rubin                                                          | Bentley 4.4                                                            |                                                                        |
| 1929      | Woolf Barnato                                                          | Tim Birkin                                                             | Tim Birkin                                                             | Bentley 6.5 Litros                                                     |                                                                        |
| 1930      | Woolf Barnato                                                          | Glen Kidston                                                           | Glen Kidston                                                           | Bentley 6.5 Litros                                                     |                                                                        |
| 1931      | Earl Howe                                                              | Tim Birkin                                                             | Tim Birkin                                                             | Alfa Romeo 8C                                                          |                                                                        |
| 1932      | Raymond Sommer                                                         | Luigi Chinetti                                                         | Luigi Chinetti                                                         | Alfa Romeo 8C                                                          |                                                                        |
| 1933      | Raymond Sommer                                                         | Tazio Nuvolari                                                         | Tazio Nuvolari                                                         | Alfa Romeo 8C                                                          |                                                                        |
| 1934      | Luigi Chinetti                                                         | Philippe Étancelin                                                     | Philippe Étancelin                                                     | Alfa Romeo 8C                                                          |                                                                        |
| 1935      | John Hindmarsh                                                         | Luis Fontes                                                            | Luis Fontes                                                            | Lagonda M45R                                                           |                                                                        |
| 1936      | No se disputó por causa de las huelgas en la industria automovilística | No se disputó por causa de las huelgas en la industria automovilística | No se disputó por causa de las huelgas en la industria automovilística | No se disputó por causa de las huelgas en la industria automovilística | No se disputó por causa de las huelgas en la industria automovilística |
| 1937      | Jean-Pierre Wimille                                                    | Robert Benoist                                                         | Robert Benoist                                                         | Bugatti Type 57C                                                       |                                                                        |
| 1938      | Eugène Chaboud                                                         | Jean Tremoulet                                                         | Jean Tremoulet                                                         | Delahaye 135M                                                          |                                                                        |
| 1939      | Jean-Pierre Wimille                                                    | Pierre Veyron                                                          | Pierre Veyron                                                          | Bugatti Type 57C Tank                                                  |                                                                        |
| 1940-1948 | No se disputó por causa de la Segunda Guerra Mundial                   | No se disputó por causa de la Segunda Guerra Mundial                   | No se disputó por causa de la Segunda Guerra Mundial                   | No se disputó por causa de la Segunda Guerra Mundial                   | No se disputó por causa de la Segunda Guerra Mundial                   |
| 1949      | Luigi Chinetti                                                         | Lord Seldson                                                           | Lord Seldson                                                           | Ferrari 166 MM                                                         |                                                                        |
| 1950      | Louis Rosier                                                           | Jean-Louis Rosier                                                      | Jean-Louis Rosier                                                      | Talbot-Lago T26 Grand Sport                                            |                                                                        |
| 1951      | Peter Walker                                                           | Peter Whitehead                                                        | Peter Whitehead                                                        | Jaguar XK120C                                                          |                                                                        |
| 1952      | Hermann Lang                                                           | Fritz Riess                                                            | Fritz Riess                                                            | Mercedes-Benz 300 SL                                                   |                                                                        |
| 1953      | Tony Rolt                                                              | Duncan Hamilton                                                        | Duncan Hamilton                                                        | Jaguar C-Type                                                          |                                                                        |
| 1954      | José Froilán González                                                  | Maurice Trintignant                                                    | Maurice Trintignant                                                    | Ferrari 375                                                            |                                                                        |
| 1955      | Mike Hawthorn                                                          | Ivor Bueb                                                              | Ivor Bueb                                                              | Jaguar D-Type                                                          |                                                                        |
| 1956      | Ron Flockhart                                                          | Ninian Sanderson                                                       | Ninian Sanderson                                                       | Jaguar D-Type                                                          |                                                                        |
| 1957      | Ron Flockhart                                                          | Ivor Bueb                                                              | Ivor Bueb                                                              | Jaguar D-Type                                                          |                                                                        |
| 1958      | Olivier Gendebien                                                      | Phil Hill                                                              | Phil Hill                                                              | Ferrari 250 TR                                                         |                                                                        |
| 1959      | Carroll Shelby                                                         | Roy Salvadori                                                          | Roy Salvadori                                                          | Aston Martin DBR1                                                      |                                                                        |
| 1960      | Olivier Gendebien                                                      | Paul Frère                                                             | Paul Frère                                                             | Ferrari TR60                                                           |                                                                        |
| 1961      | Olivier Gendebien                                                      | Phil Hill                                                              | Phil Hill                                                              | Ferrari TR61                                                           |                                                                        |
| 1962      | Olivier Gendebien                                                      | Phil Hill                                                              | Phil Hill                                                              | Ferrari 330TRI/LM                                                      |                                                                        |
| 1963      | Ludovico Scarfiotti                                                    | Lorenzo Bandini                                                        | Lorenzo Bandini                                                        | Ferrari 250P                                                           |                                                                        |
| 1964      | Jean Guichet                                                           | Nino Vaccarella                                                        | Nino Vaccarella                                                        | Ferrari 275P                                                           |                                                                        |
| 1965      | Jochen Rindt                                                           | Masten Gregory                                                         | Masten Gregory                                                         | Ferrari 250LM                                                          |                                                                        |
| 1966      | Bruce McLaren                                                          | Chris Amon                                                             | Chris Amon                                                             | Ford GT40 Mk.II                                                        |                                                                        |
| 1967      | Dan Gurney                                                             | A.J. Foyt                                                              | A.J. Foyt                                                              | Ford GT40 Mk. IV                                                       |                                                                        |
| 1968      | Pedro Rodríguez                                                        | Lucien Bianchi                                                         | Lucien Bianchi                                                         | Ford GT40 Mk. I                                                        |                                                                        |
| 1969      | Jacky Ickx                                                             | Jackie Oliver                                                          | Jackie Oliver                                                          | Ford GT40 Mk. I                                                        |                                                                        |
| 1970      | Hans Herrmann                                                          | Richard Attwood                                                        | Richard Attwood                                                        | Porsche 917K                                                           |                                                                        |
| 1971      | Gijs van Lennep                                                        | Helmut Marko                                                           | Helmut Marko                                                           | Porsche 917K                                                           |                                                                        |
| 1972      | Henri Pescarolo                                                        | Graham Hill                                                            | Graham Hill                                                            | Matra-Simca MS670                                                      |                                                                        |
| 1973      | Henri Pescarolo                                                        | Gérard Larrousse                                                       | Gérard Larrousse                                                       | Matra-Simca MS670B                                                     |                                                                        |
| 1974      | Henri Pescarolo                                                        | Gérard Larrousse                                                       | Gérard Larrousse                                                       | Matra-Simca MS670B                                                     |                                                                        |
| 1975      | Jacky Ickx                                                             | Derek Bell                                                             | Derek Bell                                                             | Mirage GR8                                                             |                                                                        |
| 1976      | Jacky Ickx                                                             | Gijs van Lennep                                                        | Gijs van Lennep                                                        | Porsche 936                                                            |                                                                        |
| 1977      | Jacky Ickx                                                             | Hurley Haywood                                                         | Jürgen Barth                                                           | Porsche 936/77                                                         |                                                                        |
| 1978      | Jean-Pierre Jaussaud                                                   | Didier Pironi                                                          | Didier Pironi                                                          | Alpine-Renault A442B                                                   |                                                                        |
| 1979      | Klaus Ludwig                                                           | Bill Whittington                                                       | Don Whittington                                                        | Porsche 935 K3                                                         |                                                                        |
| 1980      | Jean Rondeau                                                           | Jean-Pierre Jaussaud                                                   | Jean-Pierre Jaussaud                                                   | Rondeau M379B                                                          |                                                                        |
| 1981      | Jacky Ickx                                                             | Derek Bell                                                             | Derek Bell                                                             | Porsche 936/81                                                         |                                                                        |
| 1982      | Jacky Ickx                                                             | Derek Bell                                                             | Derek Bell                                                             | Porsche 956 L                                                          |                                                                        |
| 1983      | Vern Schuppan                                                          | Al Holbert                                                             | Hurley Haywood                                                         | Porsche 956 L                                                          |                                                                        |
| 1984      | Klaus Ludwig                                                           | Henri Pescarolo                                                        | Henri Pescarolo                                                        | Porsche 956 L                                                          |                                                                        |
| 1985      | Klaus Ludwig                                                           | Paolo Barilla                                                          | Louis Krages                                                           | Porsche 956 L                                                          |                                                                        |
| 1986      | Derek Bell                                                             | Hans-Joachim Stuck                                                     | Al Holbert                                                             | Porsche 962C                                                           |                                                                        |
| 1987      | Derek Bell                                                             | Hans-Joachim Stuck                                                     | Al Holbert                                                             | Porsche 962C                                                           |                                                                        |
| 1988      | Jan Lammers                                                            | Johnny Dumfries                                                        | Andy Wallace                                                           | Jaguar XJR-9LM                                                         |                                                                        |
| 1989      | Jochen Mass                                                            | Manuel Reuter                                                          | Stanley Dickens                                                        | Sauber C9                                                              |                                                                        |
| 1990      | John Nielsen                                                           | Price Cobb                                                             | Martin Brundle                                                         | Jaguar XJR-12                                                          |                                                                        |
| 1991      | Volker Weidler                                                         | Johnny Herbert                                                         | Bertrand Gachot                                                        | Mazda 787B                                                             |                                                                        |
| 1992      | Derek Warwick                                                          | Yannick Dalmas                                                         | Mark Blundell                                                          | Peugeot 905 Evo 1 bis                                                  |                                                                        |
| 1993      | Geoff Brabham                                                          | Christophe Bouchut                                                     | Éric Helary                                                            | Peugeot 905 Evo 1 bis                                                  |                                                                        |
| 1994      | Yannick Dalmas                                                         | Hurley Haywood                                                         | Mauro Baldi                                                            | Dauer 962 Le Mans                                                      |                                                                        |
| 1995      | Yannick Dalmas                                                         | J. J. Lehto                                                            | Masanori Sekiya                                                        | McLaren F1 GTR                                                         |                                                                        |
| 1996      | Manuel Reuter                                                          | Davy Jones                                                             | Alexander Wurz                                                         | Porsche WSC-95                                                         |                                                                        |
| 1997      | Michele Alboreto                                                       | Stefan Johansson                                                       | Tom Kristensen                                                         | Porsche WSC-95                                                         |                                                                        |
| 1998      | Laurent Aïello                                                         | Allan McNish                                                           | Stéphane Ortelli                                                       | Porsche 911 GT1                                                        |                                                                        |
| 1999      | Pierluigi Martini                                                      | Yannick Dalmas                                                         | Joachim Winkelhock                                                     | BMW V12 LMR                                                            |                                                                        |
| 2000      | Frank Biela                                                            | Tom Kristensen                                                         | Emanuele Pirro                                                         | Audi R8 LMP                                                            |                                                                        |
| 2001      | Frank Biela                                                            | Tom Kristensen                                                         | Emanuele Pirro                                                         | Audi R8 LMP                                                            |                                                                        |
| 2002      | Frank Biela                                                            | Tom Kristensen                                                         | Emanuele Pirro                                                         | Audi R8 LMP                                                            |                                                                        |
| 2003      | Tom Kristensen                                                         | Rinaldo Capello                                                        | Guy Smith                                                              | Bentley Speed 8                                                        |                                                                        |
| 2004      | Tom Kristensen                                                         | Rinaldo Capello                                                        | Seiji Ara                                                              | Audi R8 LMP                                                            |                                                                        |
| 2005      | Tom Kristensen                                                         | J. J. Lehto                                                            | Marco Werner                                                           | Audi R8 LMP                                                            |                                                                        |
| 2006      | Frank Biela                                                            | Emanuele Pirro                                                         | Marco Werner                                                           | Audi R10 TDI                                                           |                                                                        |
| 2007      | Frank Biela                                                            | Emanuele Pirro                                                         | Marco Werner                                                           | Audi R10 TDI                                                           |                                                                        |
| 2008      | Tom Kristensen                                                         | Allan McNish                                                           | Rinaldo Capello                                                        | Audi R10 TDI                                                           |                                                                        |
| 2009      | Marc Gené                                                              | David Brabham                                                          | Alexander Wurz                                                         | Peugeot 908 HDI FAP                                                    |                                                                        |
| 2010      | Mike Rockenfeller                                                      | Timo Bernhard                                                          | Romain Dumas                                                           | Audi R15 TDI Plus                                                      |                                                                        |
| 2011      | Marcel Fässler                                                         | André Lotterer                                                         | Benoît Tréluyer                                                        | Audi R18 TDI                                                           |                                                                        |
| 2012      | Marcel Fässler                                                         | André Lotterer                                                         | Benoît Tréluyer                                                        | Audi R18 e-tron quattro                                                |                                                                        |
| 2013      | Tom Kristensen                                                         | Allan McNish                                                           | Loïc Duval                                                             | Audi R18 e-tron quattro                                                |                                                                        |
| 2014      | Marcel Fässler                                                         | André Lotterer                                                         | Benoît Tréluyer                                                        | Audi R18 e-tron quattro                                                |                                                                        |
| 2015      | Nico Hülkenberg                                                        | Earl Bamber                                                            | Nick Tandy                                                             | Porsche 919 Hybrid                                                     |                                                                        |
| 2016      | Marc Lieb                                                              | Romain Dumas                                                           | Neel Jani                                                              | Porsche 919 Hybrid                                                     |                                                                        |
| 2017      | Timo Bernhard                                                          | Brendon Hartley                                                        | Earl Bamber                                                            | Porsche 919 Hybrid                                                     |                                                                        |
| 2018      | Fernando Alonso                                                        | Sébastien Buemi                                                        | Kazuki Nakajima                                                        | Toyota TS050 Hybrid                                                    |                                                                        |
| 2019      | Fernando Alonso                                                        | Sébastien Buemi                                                        | Kazuki Nakajima                                                        | Toyota TS050 Hybrid                                                    |                                                                        |
| 2020      | Sébastien Buemi                                                        | Brendon Hartley                                                        | Kazuki Nakajima                                                        | Toyota TS050 Hybrid                                                    |                                                                        |
| 2021      | Mike Conway                                                            | Kamui Kobayashi                                                        | José María López                                                       | Toyota GR010 Hybrid                                                    |                                                                        |
| 2022      | Sébastien Buemi                                                        | Brendon Hartley                                                        | Ryō Hirakawa                                                           | Toyota GR010 Hybrid                                                    |                                                                        |
| 2023      | James Calado                                                           | Antonio Giovinazzi                                                     | Alessandro Pier Guidi                                                  | Ferrari 499P                                                           |                                                                        |
| 2024      | Antonio Fuoco                                                          | Miguel Molina                                                          | Nicklas Nielsen                                                        | Ferrari 499P                                                           |                                                                        |
| 2025      | Philip Hanson                                                          | Robert Kubica                                                          | Ye Yifei                                                               | Ferrari 499P                                                           |                                                                        |

### Ganadores por clase

#### Gran Turismo (desde 1999)
GTS (1999-2004) / GT1 (2005-2010)
| Año  | Pilotos          | Pilotos         | Pilotos         | Automóvil             |
| ---- | ---------------- | --------------- | --------------- | --------------------- |
| 1999 | Olivier Beretta  | Dominique Dupuy | Karl Wendlinger | Chrysler Viper        |
| 2000 | Olivier Beretta  | Dominique Dupuy | Karl Wendlinger | Chrysler Viper        |
| 2001 | Johnny O'Connell | Scott Pruett    | Ron Fellows     | Chevrolet Corvette    |
| 2002 | Johnny O'Connell | Oliver Gavin    | Ron Fellows     | Chevrolet Corvette    |
| 2003 | Jamie Davis      | Tomáš Enge      | Peter Kox       | Ferrari 550 Maranello |
| 2004 | Olivier Beretta  | Oliver Gavin    | Jan Magnussen   | Chevrolet Corvette    |
| 2005 | Olivier Beretta  | Oliver Gavin    | Jan Magnussen   | Chevrolet Corvette    |
| 2006 | Olivier Beretta  | Oliver Gavin    | Jan Magnussen   | Chevrolet Corvette    |
| 2007 | Darren Turner    | Rickard Rydell  | David Brabham   | Aston Martin DB9      |
| 2008 | Darren Turner    | Antonio García  | David Brabham   | Aston Martin DB9      |
| 2009 | Johnny O'Connell | Antonio García  | Jan Magnussen   | Chevrolet Corvette    |
| 2010 | Roland Berville  | Julien Canal    | Gabriele Gardel | Saleen S7             |

GT (1999-2004) / GT2 (2005-2010) / GTE (2011-2022) / GTE Am (2023) / GT3 (2024-presente)
| Año  | Pilotos               | Pilotos               | Pilotos             | Automóvil                |
| ---- | --------------------- | --------------------- | ------------------- | ------------------------ |
| 1999 | Uwe Alzen             | Patrick Huisman       | Luca Riccitelli     | Porsche 911              |
| 2000 | Hideo Fukuyama        | Atsushi Yogou         | Bruno Lambert       | Porsche 911              |
| 2001 | Fabio Babini          | Luca Drudi            | Gabrio Rosa         | Porsche 911              |
| 2002 | Lucas Luhr            | Timo Bernhard         | Kevin Buckler       | Porsche 911              |
| 2003 | Lucas Luhr            | Sascha Maassen        | Emmanuel Collard    | Porsche 911              |
| 2004 | Patrick Long          | Sascha Maassen        | Jörg Bergmeister    | Porsche 911              |
| 2005 | Marc Lieb             | Mike Rockenfeller     | Leo Hindery         | Porsche 911              |
| 2006 | Tom Kimber-Smith      | Richard Dean          | Lawrence Tomlinson  | Panoz Esperante          |
| 2007 | Patrick Long          | Richard Lietz         | Raymond Narac       | Porsche 911              |
| 2008 | Gianmaria Bruni       | Jaime Melo Jr.        | Mika Salo           | Ferrari F430             |
| 2009 | Pierre Kaffer         | Jaime Melo Jr.        | Mika Salo           | Ferrari F430             |
| 2010 | Marc Lieb             | Richard Lietz         | Wolf Henzler        | Porsche 911              |
| 2011 | Olivier Beretta       | Antonio García        | Tommy Milner        | Chevrolet Corvette       |
| 2012 | Gianmaria Bruni       | Giancarlo Fisichella  | Toni Vilander       | Ferrari 458 Italia       |
| 2013 | Marc Lieb             | Richard Lietz         | Romain Dumas        | Porsche 911              |
| 2014 | Gianmaria Bruni       | Giancarlo Fisichella  | Toni Vilander       | Ferrari 458 Italia       |
| 2015 | Oliver Gavin          | Jordan Taylor         | Tommy Milner        | Chevrolet Corvette       |
| 2016 | Joey Hand             | Dirk Müller           | Sebastien Bourdais  | Ford GT                  |
| 2017 | Darren Turner         | Jonathan Adam         | Daniel Serra        | Aston Martin Vantage GTE |
| 2018 | Michael Christensen   | Kévin Estre           | Laurens Vanthoor    | Porsche 911 RSR          |
| 2019 | Alessandro Pier Guidi | James Calado          | Daniel Serra        | Ferrari 488 GTE          |
| 2020 | Alex Lynn             | Maxime Martin         | Harry Tincknell     | Aston Martin Vantage AMR |
| 2021 | James Calado          | Alessandro Pier Guidi | Côme Ledogar        | Ferrari 488 GTE Evo      |
| 2022 | Gianmaria Bruni       | Richard Lietz         | Frédéric Makowiecki | Porsche 911 RSR          |
| 2023 | Nicky Catsburg        | Ben Keating           | Nicolás Varrone     | Chevrolet Corvette C8.R  |
| 2024 | Richard Lietz         | Morris Schuring       | Yasser Shahin       | Porsche 911 GT3 R (992)  |
| 2025 | Richard Lietz         | Ryan Hardwick         | Riccardo Pera       | Porsche 911 GT3 R (992)  |

## Estadísticas

### Fabricantes con más títulos
| Núm. | Marca             | Victorias | Años |
| ---- | ----------------- | --------- | --- |
| 1    | Porsche           | 19        | 1970, 1971, 1976, 1977, 1979, 1981, 1982, 1983, 1984, 1985, 1986, 1987, 1994, 1996, 1997, 1998, 2015, 2016, 2017 |
| 2    | Audi              | 13        | 2000, 2001, 2002, 2004, 2005, 2006, 2007, 2008, 2010, 2011, 2012, 2013, 2014                                     |
| 3    | Ferrari           | 12        | 1949, 1954, 1958, 1960, 1961, 1962, 1963, 1964, 1965, 2023, 2024, 2025                                           |
| 4    | Jaguar            | 7         | 1951, 1953, 1955, 1956, 1957, 1988, 1990                                                                         |
| 5    | Bentley           | 6         | 1924, 1927, 1928, 1929, 1930, 2003                                                                               |
| 6    | Toyota            | 5         | 2018, 2019, 2020, 2021, 2022                                                                                     |
| 7    | Ford              | 4         | 1966, 1967, 1968, 1969                                                                                           |
| 7    | Alfa Romeo        | 4         | 1931, 1932, 1933, 1934                                                                                           |
| 9    | Matra-Simca       | 3         | 1972, 1973, 1974                                                                                                 |
| 9    | Peugeot           | 3         | 1992, 1993, 2009                                                                                                 |
| 11   | Lorraine-Dietrich | 2         | 1925, 1926 |
| 11   | Bugatti           | 2         | 1937, 1939 |
| 13   | Chenard & Walcker | 1         | 1923 |
| 13   | Lagonda           | 1         | 1935 |
| 13   | Delahaye          | 1         | 1938 |
| 13   | Talbot-Lago       | 1         | 1950 |
| 13   | Mercedes-Benz     | 1         | 1952 |
| 13   | Aston Martin      | 1         | 1959 |
| 13   | Mirage            | 1         | 1975 |
| 13   | Alpine            | 1         | 1978 |
| 13   | Rondeau           | 1         | 1980 |
| 13   | Sauber-Mercedes   | 1         | 1989 |
| 13   | Mazda             | 1         | 1991 |
| 13   | McLaren           | 1         | 1995 |
| 13   | BMW               | 1         | 1999 |

## Cultura popular y videojuegos
Las 24 horas de Le Mans fueron el escenario de la película de 1971, titulada Le Mans, producida y protagonizada por Steve McQueen. La película es considerada un clásico aún apreciado por muchos aficionados al motor. Fue rodada en el circuito durante la edición de 1970 utilizando vehículos reales que compitieron el mismo día, como el Porsche 917, el Ferrari 512 y el Lola T70.
En 2019 se estrenó la película Ford v Ferrari, dirigida por James Mangold y protagonizada por Matt Damon y Christian Bale, que recrea la edición 1966 de la prueba.
En el cómic Astérix: La hoz de oro, los protagonistas buscan alojamiento pero no encuentran, porque ese mismo día se celebraba la famosa carrera de carros tirados por bueyes "Las 24 horas de Suindinum" (hoy Le Mans). La viñeta recrea el antiguo inicio de la carrera, con los pilotos corriendo hacia sus carros.
En los videojuegos ha contado con un título oficial del evento y el circuito ha aparecido en grandes títulos de carreras, tanto en género de simulación como en arcade, dándole al jugador la opción de correr las veinticuatro horas completas o de menor tiempo para juego simple o en línea, como también la opción de elegir los vehículos oficiales de las competencias de resistencia. Estos títulos recrean la autopista a detalle y con cambios notorios del clima, humedad, temperatura y tiempo al transcurso de la carrera (dependiendo del título en el que se está jugando).
Videojuegos oficiales:
- Test Drive Le Mans (US) / Le Mans 24 Hours (EU) (Infogrames y Eutechnix - 2000/2001) - PlayStation, PlayStation 2, PC y Dreamcast
- Le Mans Ultimate (Studio 397 y Motorsport Games - 2024) - PC[10]

Donde aparece el Circuito de la Sarthe y el Circuito de Bugatti:
- Gran Turismo 4 (Polyphony Digital - 2004/2005) - PlayStation 2
- Gran Turismo (Polyphony Digital - 2010) - PlayStation Portable
- Gran Turismo 5 (Polyphony Digital - 2010) - PlayStation 3
- Gran Turismo 6 (Polyphony Digital - 2013) - PlayStation 3
- Gran Turismo Sport (Polyphony Digital - 2017/2018) - PlayStation 4
- Gran Turismo 7 (Polyphony Digital - 2022) - PlayStation 4, PlayStation 5
- Forza Motorsport 3 (Turn 10 Studios - 2009) - Xbox 360
- Forza Motorsport 4 (Turn 10 Studios - 2011) - Xbox 360
- Forza Motorsport 5 (Turn 10 Studios - 2013) - Xbox One
- Forza Motorsport 6 (Turn 10 Studios - 2015) - Xbox One
- rFactor 2 (Image Space Incorporated - 2013) - PC
- Real Racing 3 (Firemonkeys Studios - 2013) - Android, iOS
- Race Driver: Grid (Codemasters - 2008/2009) - PC, PlayStation 3, Xbox 360
- Project CARS (Slightly Mad Studios - 2015/2016) - PC, PlayStation 4, Xbox One
- Assetto Corsa (Kunos Simulazioni - 2014/2016) - PC, PlayStation 4, Xbox One
- Project CARS 2 (Slightly Mad Studios - 2017) - PC, PlayStation 4, Xbox One
- Forza Motorsport 7 (Turn 10 Studios - 2017) - Xbox One
- iRacing